# Alessandro Lucidi
Alessandro Lucidi (* 24. August 1947 in Venedig) ist ein italienischer Filmeditor und Filmregisseur.

## Leben
Lucidi stammt aus einer Familie von Schnittmeistern und nahm ab 1973 ebenfalls diese Aufgabe für Filme wahr, bis 1996 war er an einer stattlichen Anzahl Filmen beteiligt, die fast alle ohne künstlerische Ambitionen gedreht wurden und keine bleibenden Eindrücke hinterließen. Regie führte er bei einem anderen reinen Unterhaltungsfilm, La maestra di sci, in dem Carmen Russo die Hauptrolle spielte. Elf Jahre später lief der nach eigenem Buch inszenierte Giallo Al calar della sera kurzzeitig in einigen Kinos. Mitte der 1990er Jahre wechselte Lucidi zum Fernsehen, für das er bereits zuvor hin und wieder gearbeitet hatte und schnitt zahlreiche aufwändig produzierte Filme, ab 2007 fast ausschließlich Serien.

## Filmografie (Auswahl)

### Regie
- 1981: La maestra di sci
- 1992: Al calar della sera

### Schnitt
- 1971: Der Todesengel (La vittima designata)
- 1973: Drei Nonnen auf dem Weg zur Hölle (Più forte sorelle)
- 1976: Die Herrenreiterin (La padrona è servita)
- 1982: Gunan – König der Barbaren (Gunan il guerriero)
- 1983: Das Schwert des Barbaren (Sangraal, la spada di fuoco)
- 1983: The Throne of Fire (Il trono di fuoco)
- 1986: Fieber im Herzen (La venexiana)
- 1987: Bridge to Hell (Un ponte per l'inferno)
- 1987: Kommando Schwarzer Panther (Tempi di guerra)
- 1999: Die Bibel – Esther (Esther) (Fernsehfilm)
- 2000: Die Bibel – Paulus (San Paolo) (Fernsehfilm)
- 2001: Die Kreuzritter – The Crusaders (Crociati) (TV-Miniserie)
- 2002: Dracula (Il bacio di Dracula) (Fernsehfilm)
- 2003: Mein Vater, der Kaiser (Imperium: Augustus) (TV-Miniserie)
- 2004: Nero – Die dunkle Seite der Macht (Imperium: Nerone) (TV-Miniserie)
- 2006: Das Ende der Götter (L'inchiesta)
- 2007: Krieg und Frieden (War and Peace) (TV-Miniserie)
- 2009: Sisi
- 2012: Barabbas